# 목포시민문화체육센터
목포 시민문화체육센터(木浦市民文化體育센터, Mokpo Citizen Culture & Sports Center)는 전라남도 목포시 부주로 312(옥암동의 부주산공원 내)에 위치하고 있는 종합 문화체육시설이다. 기존의 목포문화예술회관이 대규모 공연 시설로 쓰기에 너무 협소하다는 비판 여론이 계속 제기되어 왔고, 동시에 목포 지역의 부족한 공공체육시설도 확충한다는 목표로 2000년 2월에 착공해 2003년 4월 완공했다.
그러나 완공 후 센터의 운영에 적자가 예상된다는 이유로 목포시청과 전남도청 사이의 운영권 갈등이 1년 동안 계속되었고, 결국 2004년 5월 3일 공연시설의 잠정적인 운영을 목포시청 측에서 맡기로 하고 개관했다. 체육시설은 KBS비즈니스에서 수탁 운영하기로 해, 양 시설이 사실상 분리 운영되고 있다.
공연시설은 1294석의 객석을 갖춘 대공연장과 411석 규모의 소공연장, 약 450석의 계단식 객석을 갖춘 야외공연장으로 나뉘며, 목포시 소속 예술단인 목포 시립 교향악단, 목포 시립 합창단, 목포 시립 소년소녀 합창단, 목포 시립 무용단, 목포 시립 연극단과 전라남도 도립 국악단 등의 공연과 기타 대관 공연들이 개최되고 있다. 체육시설은 체육동에 마련되어 있으며, 수영장과 에어로빅실, 요가실, 라켓볼장, 헬스장 등의 공간이 마련되어 있다.